# Сокоренко Олександр Миколайович
Олександр Миколайович Сокоренко (нар. 23 лютого 1976, Харків, УРСР) — український футболіст, воротар, футбольний тренер.

## Кар'єра гравця
Футбольну кар'єру розпочав у 1993 році в складі феодосійського Моря, яке виступало в аматорському чемпіонаті України. Наступного року перейшов до севастопольської «Чайки». У 1999 році прийняв запрошення сімферопольської «Таврії», у футболці якої дебютував у Вищій лізі чемпіонату України. потім виступав у клубах «Закарпаття» (Ужгород), «Титан» (Армянськ) та «Кримтеплиця» (Молодіжне). На початку 2004 року став гравцем «Севастополя», в якому виступав до завершення футбольної кар'єри в 2012 році. у 2017 році вистуступав за аматорський клуб КАМО (Севастополь).

## Кар'єра тренера
По завершенні кар'єри гравця розпочав тренерську діяльність. З липня 2012 по червень 2013 року працював головним тренером аматорського клубу «Севастополь-3».
Після анексії Криму Росією отримав російський паспорт[джерело?]. З серпня 2014 року працює помічником головного тренера фейкового кримського клубу СКЧФ (Севастополь).

## Досягнення
- Перша ліга чемпіонату України
  -  Чемпіон: 2009/10